# Diepswal (Zuidhorn)
Diepswal is een streek in de gemeente Westerkwartier in de Nederlandse provincie Groningen.
Diepswal bestaat uit enkele huizen aan de "stille" kant van het Hoendiep — aan de "drukke" kant is de provinciale weg van Enumatil naar Briltil.
De ligging verklaart ook meteen de naam: gelegen op de wal (= kade of oever) langs het (Hoen)diep. De kade is de waterscheiding van de Fanerpolder. De weg naar het gemaaltje van het Molendiep, van deze polder is dan ook de enige, doodlopende weg van de buurtschap. Het gemaaltje is de opvolger van een watermolen die hier sinds mensenheugenis stond. In 1753 werd de oude watermolen vervangen door een nieuwe, die in 1927 door het gemaaltje werd vervangen.